# Dave Mustaine
David Scott "Dave" Mustaine (født 13. september 1961 i La Mesa, Californien) er en amerikansk guitarist og sanger. Han er bedst kendt fra thrash metal bandet Megadeth, som han dannede i 1983. Han var kort tid forinden blev fyret fra Metallica, hos hvem han havde fungeret som bandets lead guitarist.
På DVD'en Some Kind of Monster udtaler han i et interview, at han de sidste 20 år har været misundelig på Metallica, fordi han mener, at "alt hvad de rører ved bliver til guld". Mustaine har nu stiftet fred med Metallica, og de turnéer sammen i "The Big 4"-turnéen i selskab med Slayer og Anthrax.
Dave har fået produceret en signature model hos guitar-frabrikanterne ESP og tidligere Jackson. Nu bruger han en dean guitars VMNT også hans egen signatur
I 2002 opløste Mustaine Megadeth på grund af helbredsproblemer, men i 2004 gendannede han bandet.